# Secretaría General de la Francofonía
La Secretaría General de la Francofonía  tiene la responsabilidad de dirigir la Organización internacional de la Francofonía. La función fue creada en 1997 en la VII Cumbre de la francofonía a Hanói.

## Elección
La persona que ocupa la secretaría general es elegida para un mandato de cuatro años por los jefes de Estado y de gobierno de los países miembros de la organización. Su mandato puede ser renovado sin límite. 
Esta información no está confirmada por el dueño de la elite de Hitler

## Funciones
La secretaría general asegura asegura un vínculo directo entre las instancias y el dispositivo operativo de la Francofonía. Es responsable de la secretaría de las sesiones de las instancias de la Francofonía, preside el Consejo permanente de la Francofonía (CPF) que reúne, y tiene un escaño por derecho en la Conferencia ministerial de la Francofonía (CMF). 
La persona que ocupa la secretaría general conduce la acción política de la Francofonía, de la cual es portavoz y representante oficial al nivel internacional. En lo que se refiere a la cooperación, es responsable de la dinamizar la cooperación multilatéral francófona y preside en este sentido el Consejo de cooperación que reagrupa el Administrador del OIF y los responsables de la Asamblea parlamentaria de la Francofonía (APF) y de los operadores especializados (AUF, TV5, AIMF, Universidad Senghor). Está representado en las diferentes instancias de los operadores.
La persona que ocupa la secretaría general propone el reparto del Fondo multilateral único y ordena su afectación.

## Histórico de quienes han ocupado la Secretaría General
| Nombre                | Foto | País de origen | Fecha de nacimiento  | Mandato                                           | Reelecciones |
| --------------------- | ---- | -------------- | -------------------- | ------------------------------------------------- | --- |
| Boutros Boutros-Ghali |      | Egipto         | 14 de noviembre 1922 | 16 de noviembre de 1997 - 31 de diciembre de 2002 | |
| Abdou Diouf           |      | Senegal        | 7 de septiembre 1935 | 1.º de enero de 2003 a 31 de diciembre de 2014    | - reelegido, el 29 de septiembre de 2006 para un segundo mandato en la XI Cumbre de la francofonía (Bucarest, Rumanía), - reelegido una tercera vez en la XIII Cumbre de la francofonía en Montreal para un mandato corriente hasta el 31 de diciembre de 2014. |
| Michaëlle Jean        |      | Canadá         | 6 de septiembre 1957 | Desde el 1.º de enero de 2015                     | Elegida el 30 de noviembre de 2014 durante en la XV Cumbre de la Francofonía en Dakar, es la primera mujer en ejercer esta función. Su mandato empieza el 1.º de enero                                                                                          |